# Josef Gikatilla

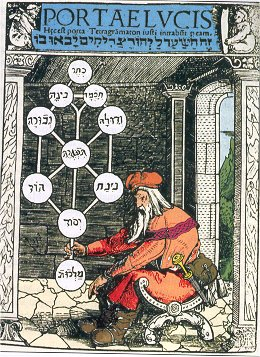
Abb. in Portae Lucis (eigentlich שערי אורה scha‘are orah ‚Pforten des Lichts‘) von Gikatilla: Mann, der einen Baum mit den zehn Sephiroth hält.

Josef ben Abraham Gikatilla (יוסף בן אברהם ג'יקטיליה, auch Chiquitilla; geboren 1248 in Medinaceli; gestorben um 1325 in Peñafiel) war ein spanischer Kabbalist, Philosoph und Mystiker, der zwischen ekstatischer und theosophischer Kabbala eine Zwischenstellung einnimmt.

## Leben
Gikatilla wurde 1248 in Medinaceli (Altkastilien) geboren, verbrachte aber die meiste Zeit seines Lebens in Segovia. Gegen 1272 oder 1274 lernte er Abraham Abulafia kennen und übernahm von diesem die Buchstaben- und Zahlensymbolik. Hier fand eine intensive Auseinandersetzung mit den profanen Wissenschaften und den Schriften des Abraham ibn Esra, des Solomon ibn Gabirol, des Baruch Togarmi und des Maimonides statt, wobei letzterer überwältigend häufig zitiert wird. Vermutlich begegnete er Mosche de Leon in den 1270er-Jahren, unter dessen Einfluss er sich von der prophetischen Kabbala Abulafias abwandte; wie aus ihren Schriften erkennbar wird, müssen Mosche de Leon und Josef Gikatilla sich gegenseitig stark beeinflusst haben (sie nennen sich jedoch nicht gegenseitig mit Namen). Anfangs stand Gikatilla „gerade der theosophischen Konzeption der Mystik ganz fremd gegenüber“, ging jedoch später voll und ganz zur theosophischen Kabbala über, und „[i]n seinen späteren Schriften finden wir so gut wie gar nichts mehr von der Abulafiaschen Kabbala und den Ideen aus dem Umkreis des Ginnath ’egos“; stattdessen zeigt sich ein starker Einfluss des Mosche de Leon zugeschriebenen Sohar in einer abweichenden Ausdrucksform. Vor allem in manchen Stücken seines 1293 entstandenen Hauptwerks Scha‘are Orah (‚Tore des Lichts‘) propagiert er dessen Ideen, wobei er als Quelle allenfalls die „Worte der Weisen“ angibt. Alle seine Schriften behandeln die Rekombination von Buchstaben und Zahlen (Gematria), zugleich aber war es sein Hauptanliegen, die Kabbala als Grundlage rationaler Philosophie zu begründen.
Der Sage nach war Gikatillas Kenntnis der Kabbala so groß, dass er Wunder wirken konnte; er wird daher auch Joseph „Ba'al ha-Nissim“ (Wunderherr) genannt. Isaak ben Samuel kritisierte ihn in seinem Me'irat 'Enayyim für die übertrieben häufige Verwendung des Gottesnamens.

## Werk

### Scha’are Orah– „Tore des Lichts“ (1293)
Gikatillas Hauptwerk diskutiert in zehn Kapiteln die zehn Sefirot, von Keter bis Malkuth, und die entsprechenden Gottesnamen. Zu den zitierten Quellen gehört neben dem Sohar auch das Sefer Jezirah und das Pirka Hekalot.
Zugleich ist das Buch eine leicht fassliche Einleitung in die Symbolik des wenige Jahre zuvor veröffentlichten Sohar. Der Sohar wird hier nach den Regeln der Wort- und Namensrekombination systematisiert und wird von Gershom Scholem als beste Darstellung der symbolischen Terminologie des Sohar „unter Darlegung der Motive, die die Korrelation zwischen den Sefiroth und ihren Symbolen in der Schrift bestimmen“ bezeichnet. Dieses Interesse für Wort- und Buchstabensymbolik kann nicht allein auf den Sohar zurückgeführt werden, sondern geht zurück auf den Einfluss seines Lehrers Abraham Abulafia und dessen Sefer ha-ot (Buch der Zeichen). Diese linguistische Traditionslinie begegnet hier durch die Konzentration auf die nichtlinguistische Wirklichkeit (in Gikatillas Fall: auf das Licht) der theosophischen Linie, mit der er durch Mosche de Leon in Berührung kam.
Von anderen Jetzira-Kommentaren unterscheidet sich das Buch durch die veränderte Reihenfolge der Sefirot und der Betonung der Bedeutung der Gottesnamen. Die meisten Sefirotkommentare beginnen mit den Symbolen der höchsten Sphäre Kether oder sogar dem En Sof und diskutieren die übrigen dann in absteigender Reihenfolge. Im Gegensatz dazu favorisiert Gikatilla eine aufsteigende Reihenfolge. Dies wird als theoretische Schuld an die linguistisch-ekstatische Schule Abulafias betrachtet: während der Theosoph die absteigenden Emanationen der Schöpfung nachvollziehen will, versucht der Ekstatiker gerade die Rückkehr zum Beginn der Schöpfung.
Entgegen der Legendenbildung um seine eigene Person macht Gikatilla klar, dass die Kenntnis der Kabbalah für magische oder mantische Zwecke nicht geeignet ist, und revidiert hier eigene Fehleinschätzungen aus dem Nußgarten.
Historisch legt das Buch Zeugnis ab für die entscheidende Verschiebung innerhalb der kastilischen Mystik, die mit dem Weggang Abulafias aus Spanien entstanden war.
Gikatilla hatte eine immense Wirkung insbesondere auf die christliche Kabbala der Renaissance, der es als wichtigstes Nachschlagewerk über die Traditionen der jüdischen Mystik diente. Auch Johannes Reuchlin wird die Autorität Gikatillas zitieren, um sich gegen seine Kritiker zu verteidigen.

### Ausgaben derTore des Lichts
- Riva di Trento 1559
- Mantua 1561
- Krakau 1600
- Offenbach 1715
- Warschau 1876
- Jerusalem 1970

### Weitere Werke von Gikatilla
- Sefer Ginnat Egoz (‚Nußgarten‘, 1274) – Eine Schrift über die mystische Bedeutung der Namen, der Vokale und des Alphabet (Gematria, Notarikon, Temura), die Einflüsse Jakobs ha-Kohen aus Soria zeigt und den enigmatischen Yetzirah-Kommentar Togarmis in vielen Bereichen richtigstellt.
- Hohelied-Kommentar, verloren[1] (Schemitott).
- Kelalei ha-Mitzwot – zur Halacha
- Sefer ha-Meschalim – Sprichwörter
- Scha‘ar ha-Niqud – über die Vokale
- Perusch Haggada schel Pesach – kabbalistischer Kommentar zum Pessach
- ein Kommentar zur Merkaba
- Scha‘are Zedek (auch: Scha‘ar ha-Shamayin): eine Wiederholung der Ergebnisse aus den Scha‘are Orah; wieder sind die Sefirot in aufsteigender Reihenfolge geordnet
- Or ha-Sekhel (Licht des Intellekts)

### Übersetzungen
- Paulus Riccius: Portae Lucis. – Lateinische Übersetzung, Hauptquelle der christlichen Kabbala der Renaissance.
- Jakob Winter, August Wünsche: Die jüdische Literatur seit Abschluss des Kanons. Bd. 3: Geschichte der poetischen, kabbalistischen, historischen und neuzeitlichen Literatur der Juden. Trier 1896, S. 267 (nur Auszüge).
- Avi Weinstein: Gates of Light. Walnut Creek, London, New Delhi 1992.